# New Zealand Women's Open
Het New Zealand Women's Open is een golftoernooi in Nieuw-Zeeland voor de dames op de ALPG Tour. Het toernooi werd opgericht in 2009 en maakt sinds 2010 ook deel uit van de Ladies European Tour.
Het toernooi wordt gespeeld in een strokeplay-formule met drie ronden, behalve in 2010 en 2011 dat toen gespeeld werd in vier ronden.

## Golfbaan
Het toernooi wordt sinds de oprichting gespeeld op verschillende golfbanen in Nieuw-Zeeland:
| Ja(a)r(en) | Golfbaan                   | Stad         |
| ---------- | -------------------------- | ------------ |
| 2009       | Clearwater Golf Club       | Christchurch |
| 2010-2012  | Pegasus Golf & Sports Club | Pegasus      |
| 2013-      | Clearwater Golf Club       | Christchurch |

## Winnaressen
| Jaar                                | Winnares                 | Sore                     | Sore                     | Info                     |
| New Zealand Women's Open            | New Zealand Women's Open | New Zealand Women's Open | New Zealand Women's Open | New Zealand Women's Open |
| ----------------------------------- | ------------------------ | ------------------------ | ------------------------ | ------------------------ |
| 2009                                | Gwladys Nocera           | 208                      | –8                       |                          |
| Pegasus New Zealand Women's Open    |                          |                          |                          |                          |
| 2010                                | Laura Davies             | 279                      | –9                       |                          |
| 2011                                | Kristie Smith            | 276                      | –12                      |                          |
| ISPS Handa New Zealand Women's Open |                          |                          |                          |                          |
| 2012                                | Lindsey Wright           | 206                      | –10                      |                          |
| 2013                                | Lydia Ko Am              | 206                      | –10                      |                          |
| 2014                                | Mi Hyang Lee             | 207                      | –9                       |                          |

| po = winnares na play-off |  | Am = Amateur |